# João II de Jerusalém
João II (ca. 356 - 10 de janeiro de 417) foi um patriarca de Jerusalém entre 387 e 417; João II acedeu ao trono episcopal de Jerusalém com a morte de Cirilo de Jerusalém em 386/7. Ele foi o autor, de acordo com um crescente número de estudiosos, das cinco "catequeses mistagógicas" tradicionalmente atribuídas ao seu antecessor, São Cirilo.
João foi educado pelos eremitas do deserto de Nítria, no Egito, e era um simpatizante das ideias universalistas e alegóricas de Orígenes.

## Vida
A autoridade de João foi duramente questionada, duas vezes, por Jerônimo, que então era o abade em Belém.

### 1. Polêmica com Jerônimo sobre Orígenes
A primeira vez foi no contexto da polémica com os seguidores de Orígenes e em grande parte foi narrada no tratado dedicado à São Pamáquio "Contra Ioannes Hierosolymitanum" ("Contra João de Jerusalém"), assim como em diversas outras cartas de Jerônimo (números 51, 82 e 86). Ele o acusou de apoiar as ideias origenistas, então consideradas heréticas.
As doutrinas origenistas que foram atribuídas a João são:
- Que o Filho não vê o Pai;
- Que as almas estão confinadas em corpos terrenos, como numa prisão;
- Que o diabo pode ser salvo;
- Que a carne com que Deus vestiu Adão e Eva eram corpos humanos;
- Que o corpo, na ressurreição dos mortos, não terão sexo definido;
- Que as descrições do Paraíso são alegóricas: árvores significam anjos e os rios, as virtudes terrenas;
- Que as águas acima e abaixo do firmamento são anjos e demônios;
- Que a imagem de Deus foi totalmente perdida na Queda do homem;

João ignorou completamente as acusações de origenismo e deu garantias sobre sua fé na Trindade: porém, é provável que João de fato tenha tido um pendor origenista.
A causa imediata desta crise foi a visita de Epifânio, bispo de Salamina (Chipre), a Jerusalém em 394 Epifânio pregou, na Igreja da Ressurreição, um sermão dirigido ao origenismo e que, acredita-se, era também dirigido a João. Após algumas cenas improváveis, Epifânio aconselhou Jerônimo e seus amigos a se separarem de seu bispo. Para serem totalmente independentes dele, Epifânio ordenou Paulínio (irmão de Jerônimo) padre. Epifânio também tentou defender suas ações irregulares (pois contrariavam o bispo local), mas João apelou para Alexandria contra Jerônimo e seus aliados, acusando-os de cismáticos. O bispo de Alexandria, Teófilo, de imediato tomou as dores de João. A disputa assim se prolongou por quase quatro anos em que, após algumas tentativas de reconciliação e demonstrações de amargura que chegaram, na prática, a excomungar Jerônimo e seus aliados, a disputa encerrou, talvez pela intervenção de Teófilo. A disputa se reiniciou quando Jerônimo criticou profundamente a recepção preparada por João para alguns dos 400 monges origenistas de Nítria, espalhados pelos desertos do Egito por Teófilo (cinquenta destes monges foram até Constantinopla em 401 e encontraram lá também uma cordial acolhida por parte de São João Crisóstomo, patriarca da cidade.

### 2. Polémica sobre Pelágio
O segundo ataque feroz contra João iniciou-se em 414 por Jerônimo e dizia respeito à Pelágio. Apoiado por um discípulo latino de Santo Agostinho chamado Paulo Orósio, Jerônimo tomou a dianteira na luta contra o diácono Pelágio, que fora então recebido em Jerusalém sem ter sido explicitamente pelo Concílio de Dióspolis (415), local. Temos uma carta do Papa Inocêncio I censurando João por ter permitido que os pelagianos provocassem distúrbios em Belém e o exorta a ser mais cuidadoso com sua diocese no futuro: esta carta está datada do ano 417, o ano da morte tanto de João quanto de Inocêncio, e é provável que João nunca a tenha recebido. Embora as fontes sejam mais dispersas, a acusação de arianismo parece ser um pouco simplista e é provável que não tenhamos toda informação necessária para entender a situação.
Em 415, dois anos antes de sua morte, ele foi provavelmente envolvido diretamente na descoberta (invenção) das relíquias de Santo Estevão:99.

### Visita de Gregório de Níssa
Durante o seu episcopado, Gregório de Níssa peregrinou até a Terra Santa. Ele ficou profundamente chocado com as eternas discussões entre os cristãos na Cidade Santa e escreveu uma carta na qual ele alertava, de forma urgente, para que os cristãos não visitassem a Jerusalém.

## Obras
De acordo com o escritor eclesiástico do século V, Genádio de Marselha, João "...escreveu um livro contra aqueles que disparataram seus estudos, onde ele mostra que ele segue o gênio de Orígenes e não suas crenças"".
Por conta de sua Damnatio memoriae, as obras de João II não eram preservadas em geral sob seu nome mas, além da "Catequese Mistagógica", é muito provável que algumas homilias em grego koiné, georgiano ou armênio devem ser atribuídas a ele, assim como já aconteceu na primeira metade do século XX com suas homilias sobre a "Festa dos anjos" e noutra sobre a "Dedicação da Igreja do Sagrado Sião".

### Dedicação da Igreja do Sagrado Sião
De acordo com M. van Esbrœck:134, João de Jerusalém mostrou grande inteligência em entender e incluir a minoria judaico-cristã de Jerusalém. Um dos atos que ratificou a reconciliação entre as comunidades grega e judaico-cristãs foi a consagração do Igreja de Monte Sião em 394: a homilia que João proferiu foi preservada em armênio e não tinha sido publicada até 1973.
O novo edifício no Monte Sião provavelmente substituiu uma sinagoga judaico-cristã. O dia da consagração, no ano de 394, foi 15 de setembro, que neste ano - muito provavelmente - correspondia:112 ao décimo dia de Tishrei, a data tradicional da festa judaica do Yom Kippur: de fato, a ideia central da homilia de João está ligada à celebração do Kippur:109, através da benção do altar, simbolizado pelo "Kaporet" ("Santo lugar" - «Pois havia um tabernáculo preparado, o primeiro em que estava o candeeiro e a mesa e os pães da proposição, e este se chama o Santo lugar» (Hebreus 9:2)).
Na primeira parte desta homilia mística e alegórica, a purificação dos lábios («Com a brasa tocou-me a boca e disse: Eis que esta brasa tocou os teus lábios; já se foi a tua iniquidade e perdoado está o teu pecado» (Isaías 6:7)), associada com a purificação do Kippur, teria o poder de legitimar a descrição da descida do Espírito Santo no edifício da Igreja, símbolo de toda a Igreja. Na segunda parte, João propõe uma tipologia da experiência mística descrevendo sete círculos celestiais acessíveis pela mediação do Kaporet. No oitavo círculo, há a vinda do Espírito Santo como o noivo da alma assim que ele entra no "cenáculo" («Quando entraram, subiram ao cenáculo, onde assistiam Pedro, João, Tiago e André; Filipe, Tomé, Bartolomeu e Mateus; Tiago, filho de Alfeu, e Simão, o zelote e Judas, filho de Tiago.» (Atos 1:13)):114. Esta homilia inclui mais de trezentas alusões à versos bíblicos (incluindo também o apócrifo II Esdras) e tem nítida influência de textos como a Ascensão de Isaías. João também endereça quatro vezes o monge Porfírio, futuro bispo de Gaza, que provavelmente estava presente à cerimônia.

## References
- Piédagnel - P. Paris, Cyrille de Jérusalem, Catéchèses mystagogiques, SC 126 (1966) et 126bis (1980) (em francês)
- P. Nautin, La lettre de Théophile d’Alexandrie à l’Église de Jérusalem et la réponse de Jean de Jérusalem (juin-juillet 396), Revue d'histoire ecclésiastique, 96 (1974), p. 365-394 (em francês)
- F.J. Leroy, Pseudo-chrysostomica: Jean de Jérusalem. Vers une résurrection littéraire ?, dans Studia patristica, 10 (TU 107), Berlin, 1970, p. 131-136 (em francês)